# العلاقات الروسية الأذربيجانية
العلاقات الروسية الأذربيجانية هي العلاقات الثنائية بين
جمهورية أذربيجان وروسيا الاتحادية.

## التاريخ
أقيمت العلاقات الدبلوماسية بين روسيا وأذربيجان في 4 أبريل عام 1992.
تعتبر معاهدة الصداقة والتعاون والأمن المتبادل بين روسيا وأذربيجان (تم توقيعها في 3 يوليو عام 1997) وثيقة أساسية تقوم عليها القاعدة الحقوقية - التعاقدية للعلاقات الثنائية.
وأعطت الزيارة الرسمية التي قام بها فلاديمير بوتين إلى جمهورية أذربيجان في 9 - 10 يناير عام 2001 وكذلك زيارة العمل التي قام بها في 21 - 22 فبراير عام 2006 إلى هذه البلاد نبضة قوية لاستحثاث تطوير العلاقات الروسية الأذربيجانية.
كما قام إلهام علييف رئيس جمهورية أذربيجان بزيارة رسمية إلى موسكو في 5 - 7 فبراير عام 2004 وبزيارتي عمل في 18 - 19 أكتوبر عام 2004 وفي 15 - 16 فبراير عام 2005. وتجري بانتظام المشاورات بين وزارتي خارجية البلدين في المواضيع الدولية والإقليمية وموضوع العلاقات الثنائية.
وفي سبتمبر عام 2010 قام الرئيس الروسي السابق ديمتري ميدفيدف بزيارة رسمية إلى أذربيجان، وفي نتيجة المباحثات بين ميدفيدف وإلهام علييف تم عقد اتفاقية حدود للمنطقة الحدودية الواقعة بين جزء من الأراضي الروسية من جهة وأذربيجان من جهة أخرى، كما وقعت شركتا الغاز الروسية والاذرية على اتفاقية لزيادة توريد الغاز الأذريبيجاني إلى روسيا.

## التعاون في المجال الاقتصادي والتجاري
| العام | حجم التبادل التجاري (مليون دولار) |
| ----- | --------------------------------- |
| 2006  | 1633.9                            |
| 2007  | 1724.8                            |
| 2008  | 2378.6                            |
| 2009  | 1779.5                            |
| 2010  | 1947.9                            |

وبلغ حجم التبادل التجاري بين البلدين في عام 2007 حوالي 1.723 مليار دولار، وازداد بنسبة 5% بالمقارنة مع عام 2006. كما ازداد التبادل التجاري بين البلدين منذ عام 2005 بمقدار 2.5 مرة وقد بلغ عام 2008 قيمة 2.4 مليار دولار. وبلغ حجم الصادرات 1.395 مليار دولار (الزيادة بنسبة 1%) ووصل حجم الاستيراد إلى 327.7 مليون دولار. وبالرغم من إيقاف توريد الغاز إلى آذربيجان في عام 2007 فإن التبادل التجاري في عام 2007 اكتسب وتيرة تسارع ايجابية، أما مكوناته فتغيرت باتجاه ازدياد حصة المنتجات غير المواد الخام.
وبموجب شروط معاهدة ترانزيت النفط عبر أراضي روسيا الاتحادية الموقعة بين روسيا وجمهورية أذربيجان يوم 18 يناير عام 1996 فإن الجانب الآذربيجاني يقوم بنقل النفط في خط باكو – نوفوروسياسك، بلغ مقداره في عام 2006 4.5 مليون طن. اما في عام 2007 فبلغ 2.2 مليون طن من النفط. وطلبت أذربيجان لعام 2008 نقل كميات قليلة من النفط بالترانزيت تعادل 0.8 مليون طن فقط.
وقامت شركة «غاز أكسبورت» في عام 2006 بتوريد 4.5 مليار مترمكعب من الغاز إلى آذربيجان بسعر 110 دولار لكل 1000 متر مكعب من الغاز (4.54 مقابل مليار متر مكعب من الغاز بسعر 61 دولار أمريكي في عام 2005). وفي عام 2007 تخلى الجانب الأذربيجاني عن استيراد الغاز الروسي بسعر 235 دولار لكل ألف متر مكعب الذي عرضته شركة «غاز أكسبورت» والذي اعتبرته أذربيجان غير مقبول لها.
في أبريل/نيسان عام 2005 وقع مديرا شركتي السكك الحديدية الروسية والأذربيجانية في طهران اتفاقية مد خط سكة حديد قزوين – رشت – آستارا (إيران) – استارا (أذربيجان).وتقيم أذربيجان علاقات تعاون في المجال الاقتصادي مع اقاليم روسيا الاتحادية التالية: موسكو وبطرسبورغ وداغستان وتاتارستان وكالميكيا ومقاطعة موسكو ومقاطعة فولغاغراد ومقاطعة سامارا ومقاطعة روستوف ومقاطعة سفيردلوفسك ومقاطعة ساراتوف ومقاطعة أستراخان ومقاطعة تامبوف ومقاطعة تشيليابينسك وغيرها من الأقاليم الروسية.